# Ругозерское сельское поселение
Ругозе́рское сельское поселение — муниципальное образование в Муезерском районе Республики Карелия Российской Федерации.
Административный центр — село Ругозеро.

## Население
| 2009 | 2010 | 2012 | 2013 | 2014 | 2015 | 2016 |
| ---- | ---- | ---- | ---- | ---- | ---- | ---- |
| 960  | ↘843 | ↗853 | ↘843 | ↘831 | ↘762 | ↘743 |
| 2017 | 2018 | 2019 | 2020 | 2021 | 2023 |      |
| ↘726 | ↘704 | ↘687 | ↘667 | ↘563 | ↘537 |      |

## Населённые пункты
В сельское поселение входят 3 населённых пункта:
| № | Населённый пункт | Тип населённого пункта | Население |
| - | ---------------- | ---------------------- | --------- |
| 1 | Ондозеро         | посёлок                | ↘123      |
| 2 | Северный         | посёлок                | →3        |
| 3 | Ругозеро         | село                   | ↗717      |